# European Rugby Champions Cup
La European Rugby Champions Cup, per ragioni commerciali Investec Champions Cup, è la massima competizione europea di rugby a 15 per club ed è riservata alle squadre provenienti dalle federazioni che competono nell'annuale Sei Nazioni (Inghilterra, Scozia, Galles, Irlanda, Francia e Italia) e da quella del Sudafrica.
Istituita nel 2014 dalla European Professional Club Rugby, sostituì l'antecedente Heineken Cup nata nel 1995 e della quale ereditò il palmarès.
Con il ritorno dello storico marchio olandese di birra come title partner, dalla stagione 2018-19 alla stagione 2022-2023 ha assunto il nome di Heineken Champions Cup, mentre dalla stagione 2023-2024 è ufficialmente denominata Investec Champions Cup.
Le squadre partecipanti si qualificano in base alla posizione raggiunta nella stagione precedente nei maggiori campionati nazionali (Premiership per l'Inghilterra, Top 14 per la Francia e United Rugby Championship per Scozia, Galles, Sudafrica, Irlanda e Italia).
Le squadre non qualificate alla Champions Cup partecipano alla Challenge Cup, seconda competizione continentale per club.
Al 2024 Tolosa è il club con il maggior numero di vittorie, 6 in totale.

## Storia

### Le origini e la nascita della Heineken Cup
Nell'imminenza dell'apertura al professionismo nel rugby a 15, avvenuta nel 1996, i club dell'Emisfero Nord vollero dotarsi di una competizione internazionale allo scopo di favorire lo sviluppo della disciplina d'élite.

Il logo della vecchia Heineken Cup (1995-2014)

Fu quindi fondato un organismo, l'European Rugby Cup, destinato a gestire il rugby d'élite europeo a livello di club e che nel 1995 istituì la Coppa omonima, subito rinominata Heineken Cup per ragioni di sponsorizzazione. Sul modello della Champions League calcistica, essa prevedeva la partecipazione di un numero variabile di club o franchise provenienti dalle principali federazioni rugbistiche europee.
In Francia, a causa della legge Évin del 1991, la quale vieta l'associazione di marchi di alcolici e tabacchi a eventi sportivi, la competizione fu chiamata semplicemente Coppa d'Europa di rugby a XV o anche H Cup.

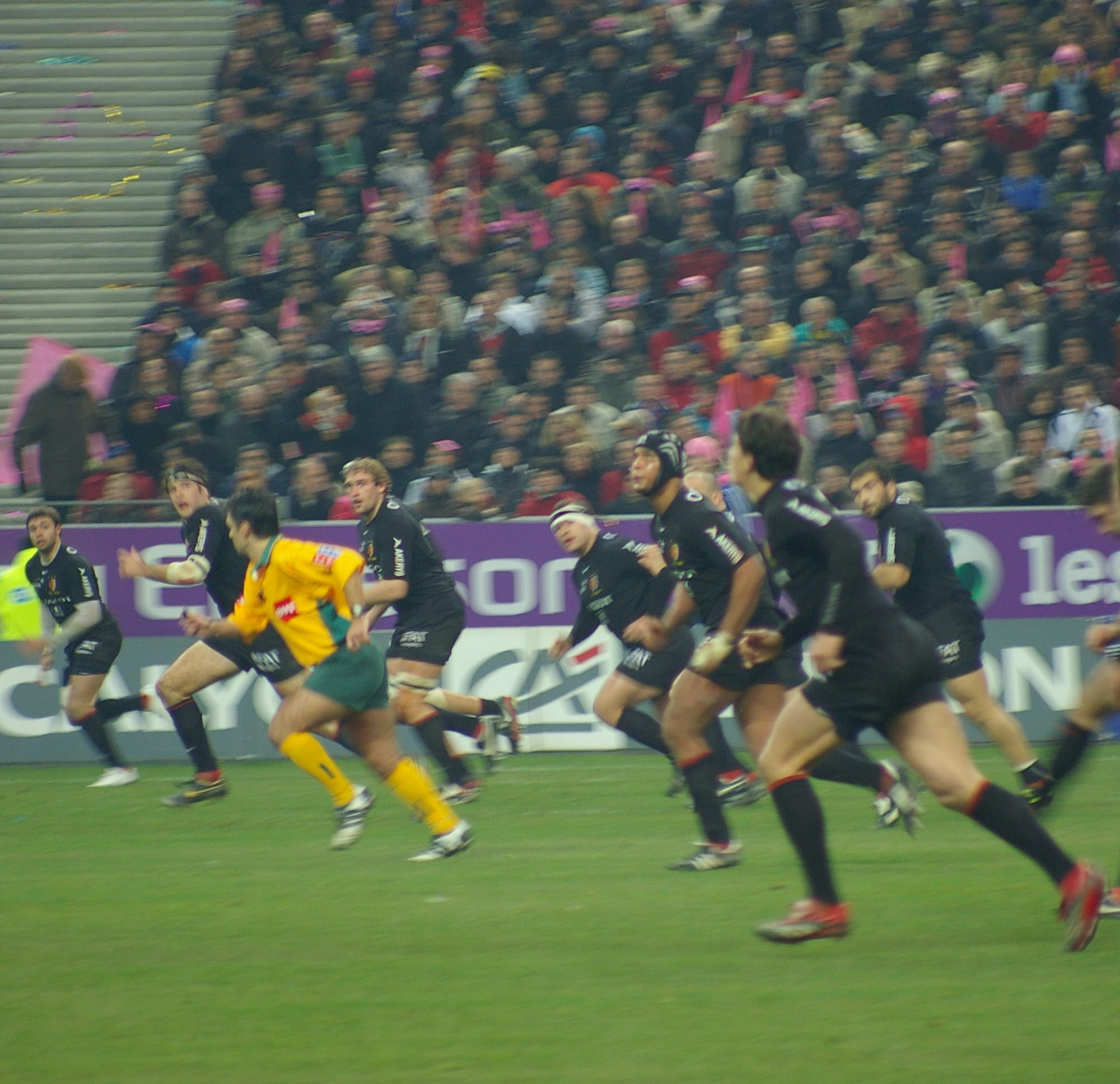
Un'azione del Tolosa: il club francese vinse la prima Heineken Cup

Le prime Federazioni a partecipare alla neonata competizione furono Francia, Galles, Irlanda, Italia e Romania. Inghilterra e Scozia si rifiutarono di inviare i propri club, quindi la prima edizione della Coppa vide ai nastri di partenza dodici squadre: tre ciascuna per Francia, Galles e Irlanda (rispettivamente Bègles, Castres e Tolosa; Cardiff, Pontypridd e Swansea; Leinster, Munster e Ulster); due per l'Italia (Milan e Benetton) e una per la Romania, il Farul Costanza.
Le dodici squadre furono ripartite in quattro gironi da tre ciascuna, con partite di sola andata; ogni squadra avrebbe disputato un incontro in casa e uno in trasferta.
Singolarmente, fu la Romania, federazione che in quell'occasione fece la sua prima e unica apparizione nella Coppa, a ospitare il primo incontro ufficiale internazionale di club in Europa: il 31 ottobre 1995, a Costanza, il locale club ospitò il Tolosa; gli ospiti vinsero 54-10 e la prima meta fu segnata dal francese Jean-Luc Cester.
Tale edizione della Coppa fu relativamente breve: solo 15 incontri furono necessari per stabilire la squadra campione d'Europa; le prime classificate di ciascuno dei quattro gironi disputarono le semifinali, sempre in gara unica in casa della miglior qualificata dalla fase a gironi, e la finale si tenne il 7 gennaio 1996, quindi in piena stagione, all'Arms Park: di fronte la squadra di casa, il Cardiff, e il Tolosa, che si impose 21-18 dopo i tempi supplementari e si fregiò del primo titolo di campione d'Europa di club.
Gli spettatori totali in tutta la manifestazione furono poco più di 97 000 (per una media di circa 6 500 a incontro), compresi i quasi 22 000 che assistettero alla finale.
Già dalla seconda edizione la Coppa assunse, per quanto riguarda la composizione nazionale, quella definitiva: la Romania uscì dalla competizione e Inghilterra e Scozia vi entrarono. La Coppa venne disputata quindi da squadre afferenti alle federazioni che partecipavano al torneo delle Cinque Nazioni, Francia, Galles, Inghilterra, Irlanda e Scozia, oltre all'Italia.
Le squadre divennero 20 (quattro francesi, gallesi e inglesi, tre irlandesi e scozzesi e due italiane), divise in quattro gironi da cinque, in cui le prime classificate furono ammessi alle semifinali; furono necessarie 47 partite per determinare la vincitrice, ancora una volta proveniente dalla Francia, il Brive, che, nella finale disputata ancora una volta all'Arms Park di Cardiff, sconfisse gli inglesi del Leicester per 28 a 9: la media-spettatori rimase sostanzialmente quella dell'edizione precedente, circa 6 700, ma alla finale assistette quasi il doppio del pubblico presente a quella di un anno prima, 41 664 spettatori.
Anche la terza edizione dell'Heineken Cup si disputò con 20 squadre, ma il meccanismo di qualificazione adottato fu più elaborato di quello dell'edizione 1996-97: i gironi furono portati a 5, ciascuno composto da 4 squadre, e furono introdotti anche i quarti di finale, cui furono ammesse le vincitrici di ogni girone; le altre tre squadre furono determinate da uno spareggio cui presero parte le cinque seconde classificate e la migliore terza, accoppiate tra di loro in un turno a eliminazione diretta.
Quella del 1997-98 fu anche l'edizione in cui la fase a gironi, per la prima volta, si svolse con gare di andata e ritorno.
La finale si tenne il 31 gennaio 1998 a Bordeaux e l'Inghilterra iscrisse per la prima volta il nome nell'albo d'oro, con il Bath che sconfisse i campioni uscenti del Brive.
La stagione 1998-99 ebbe una gestazione travagliata: la Federazione inglese appoggiò la protesta dei suoi club, che chiedevano una miglior ripartizione dei diritti televisivi dell'evento, dal momento che questi non rappresentavano che una minima parte rispetto a quanto i club incassavano dal loro campionato interno, la Premiership; non si giunse a un accordo e quindi essi disertarono la Coppa, seguiti dai gallesi di Swansea e Cardiff; il Bath, campione uscente, non poté così difendere il titolo vinto nell'edizione precedente.
La competizione vide alla partenza 16 squadre ripartite in 4 gironi da 4 ciascuna, con 8 squadre, le prime due classificate di ogni girone, ammesse alla fase a eliminazione.
La finale si disputò al Lansdowne Road di Dublino e vide per la prima volta la vittoria di una squadra della federazione irlandese, l'Ulster, che si impose sugli outsider francesi del Colomiers.

### La formula a 24 squadre

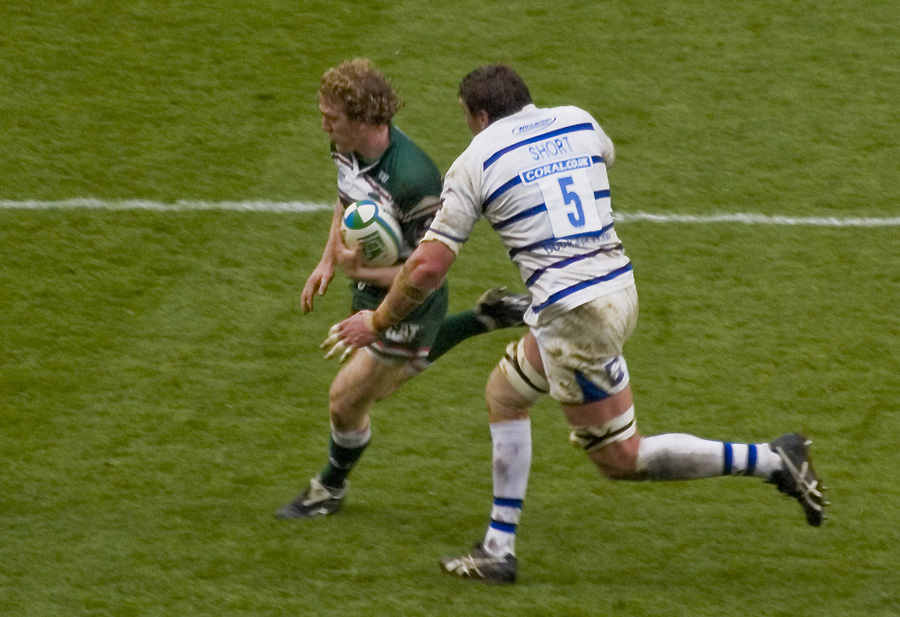
Una fase di Bath - Leicester, tre titoli di campione d'Europa in due

Con il rientro delle formazioni inglesi nel 1999-2000, quinta edizione della Coppa, si stabilizzò la formula a 24 squadre e sei gironi.
Ai fini dell'ammissione ai quarti di finale fu adottato un nuovo sistema: le sei squadre vincitrici di girone più le migliori due seconde classificate; a ogni squadra venne assegnato un seeding (ordine di testa di serie) da 1 a 8 (le due seconde classificate occupavano gli ultimi due posti di tale seeding) tenendo conto del punteggio totale realizzato nella fase a gironi, del numero di mete realizzato e, a seguire, della differenza punti fatti/subiti.
Nei quarti di finale, la miglior testa di serie aveva il diritto a incontrare in casa in gara unica quella peggio piazzata, e così via per la seconda, la terza e la quarta miglior testa di serie.
L'edizione 1999-2000, iniziata a novembre inoltrato per lasciare spazio alla Coppa del Mondo di rugby 1999 che si svolgeva in Galles, introdusse anche un'altra innovazione, la disputa della finale a termine stagione, in maggio, e non più a gennaio; il 27 maggio 2000, allo stadio di Twickenham di Londra, il Northampton sconfisse gli irlandesi del Munster per 9-8 e riportò la Coppa in Inghilterra; fu, quella, con i suoi 68 441 spettatori, la finale con la più alta affluenza fino ad allora registrata, che superò di 20 000 presenze quella dell'anno prima a Dublino.
Il biennio 2000-2002 vide confermata la supremazia dell'Inghilterra: nel 2001, infatti, il Leicester raccolse il testimone dal Northampton, divenendo la terza squadra della sua nazione (su quattro partecipazioni inglesi alla Coppa fino ad allora) a laurearsi campione d'Europa, sconfiggendo al Parco dei Principi di Parigi lo Stade français; un anno più tardi di nuovo il Leicester, prima squadra a ripetersi a distanza di un'edizione, vinse la Coppa 2001-02 in finale connazionali del Munster, nell'occasione registrando il nuovo record d'affluenza per una finale: 74 600 spettatori al Millennium Stadium di Cardiff.
L'edizione 2002-03, tuttavia, vide un brusco ridimensionamento dell'Inghilterra; benché le ultime due vincitrici della Coppa, il Northampton e il Leicester, si fossero qualificate per i quarti di finale come prime dei loro gironi, nessuna delle due giunse fino alla semifinale, la quale vide un confronto incrociato franco-irlandese: da un lato il Tolosa contro il Munster e, dall'altro, Perpignano contro Leinster.
Le due francesi vinsero le rispettive semifinali e per la prima volta la Heineken Cup fu decisa tra due club di una stessa Federazione: il Tolosa si laureò per la seconda volta campione d'Europa vincendo la finale di Dublino per 22-17.

### Il nuovo sistema di punteggio

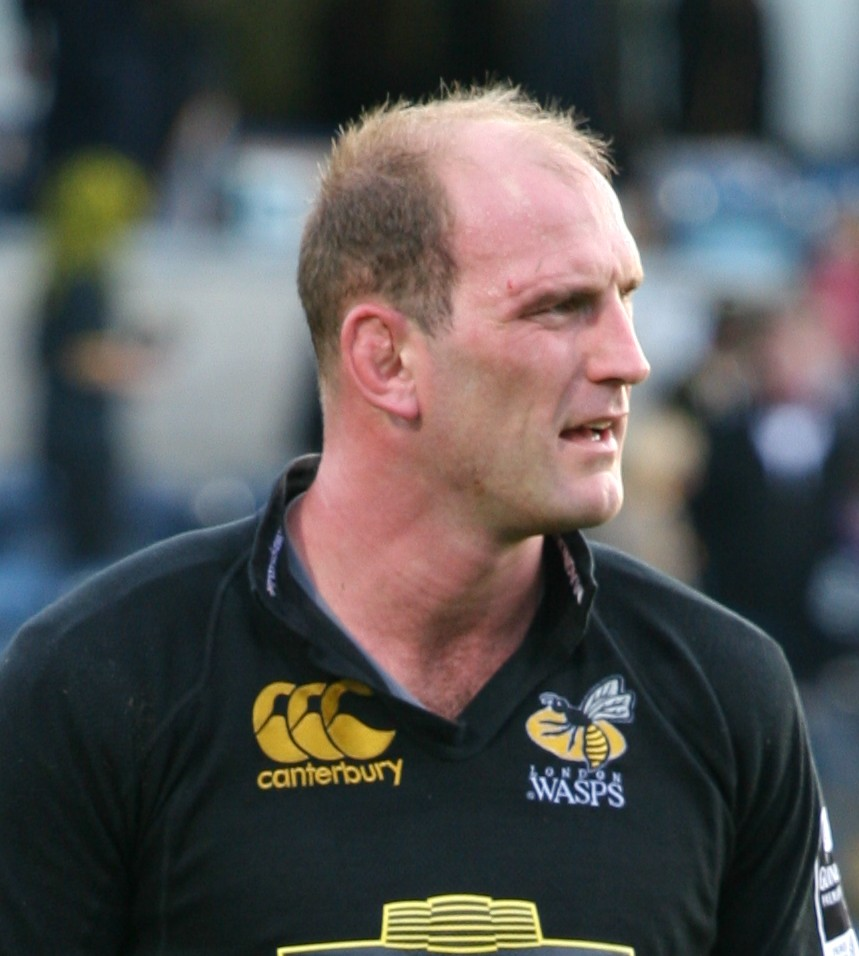
Lawrence Dallaglio, vincitore di due edizioni della Coppa con gli Wasps

Dalla stagione 2003-04 l'European Rugby Cup adottò nella fase a gironi il sistema di punteggio allora in vigore nell'Emisfero Sud (in quanto utilizzato dalle Nazionali di Australia, Nuova Zelanda e Sudafrica per il loro Tri Nations), ovvero 4 punti per la vittoria, 2 per il pareggio, 0 per la sconfitta con 8 punti o più di scarto, 1 per la sconfitta con 7 punti o meno di scarto e 1 punto di bonus alle squadre che marchino in un singolo incontro almeno 4 mete.
Il 2003-04 vide anche la prima volta di una squadra scozzese ammessa nella fase a eliminazione diretta; nelle otto edizioni precedenti i quarti di finale erano sempre stati prerogativa esclusiva dei club francesi, irlandesi e, quando presenti, inglesi; a qualificarsi fu l'Edimburgo, che tuttavia ai quarti di finale dovette cedere il passo al Tolosa; lo stesso Tolosa giunse fino alla finale di Twickenham, dove il 23 maggio 2004 incontrò i londinesi Wasps di Lawrence Dallaglio, che vinsero 27-20 davanti a 73 057 spettatori, affluenza di poco inferiore a quella massima fatta registrare due stagioni prima a Cardiff.
La 10ª edizione della Coppa, quella del 2004-05, vide nuovamente una finale tra squadre della stessa Federazione che, nell'occasione, ancora una volta furono francesi: il Tolosa, già presente nella precedente sfida contro il Perpignano, e lo Stade français, alla sua seconda finale e ancora in cerca del suo primo trofeo europeo.
Vinse invece di nuovo il Tolosa; fu la seconda finale persa per i parigini, e la rivincita della stagione precedente per i tolosani che contro gli Wasps avevano mancato il tris europeo.
Nella finale di Edimburgo a Murrayfield i pirenaici vinsero 18-12 ai tempi supplementari, imponendosi così come la squadra più titolata della competizione, con i suoi tre titoli di campione d'Europa.
Dal 2005-06 fu introdotto un turno preliminare alla competizione, lo spareggio italo-celtico, da disputarsi fra la terza squadra del campionato italiano (all'epoca il Super 10) e la prima tra le non classificate della Celtic League (allo stato, una squadra gallese o irlandese, dal momento che la Scozia non aveva in Celtic League squadre in sovrannumero rispetto ai posti disponibili in Heineken Cup), al fine di stabilire quale Federazione potesse schierare un club in più rispetto a quelli assegnatile per regolamento.
Il primo spareggio fu tra il Viadana e i gallesi del Cardiff Blues, e fu vinto da questi ultimi.
La finale si disputò per la quarta volta a Cardiff e, per la seconda volta, al Millennium Stadium: una delle due finaliste fu il Munster, che in precedenza aveva raggiunto l'ultimo atto della competizione proprio nella prima edizione in cui la finale fu in programma in tale stadio.
La franchigia irlandese trovò i francesi del Biarritz, questi ultimi alla loro prima finale, e li sconfisse per 23-19, iscrivendo il nome della sua Federazione per la seconda volta nell'albo d'oro, dopo la vittoria dell'Ulster di sette stagioni prima.
In tale edizione della Coppa debuttò pure un direttore di gara italiano, Carlo Damasco, che il 14 gennaio 2006 diresse il suo primo incontro di Heineken Cup (anche se già dal 2002 arbitrava in Challenge Cup, la competizione cadetta) tra Ospreys e Clermont a Swansea.

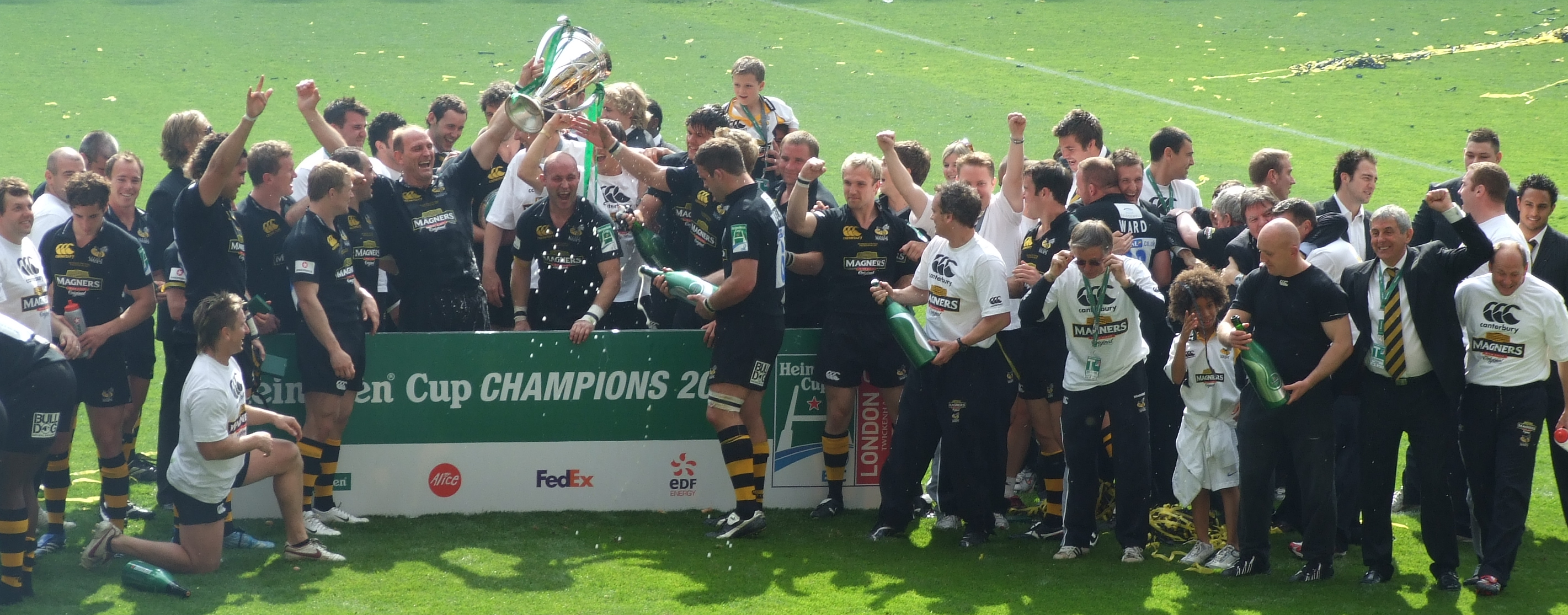
Gli inglesi Wasps festeggiano la loro seconda Coppa, dopo la finale di Heineken Cup 2006-07 a Twickenham

La Coppa che si disputò nel 2006-07 vide alcune novità statistiche di rilievo: il Parma vinse lo spareggio italo-celtico contro il Newport Gwent Dragons, dando così per la prima (e, allo stato, unica) volta all'Italia tre squadre in Heineken Cup; per la prima volta, inoltre, un match internazionale ufficiale di club si tenne in Svizzera, nello Stade de Genève, normalmente usato per il calcio, tra il Bourgoin-Jallieu (club francese) e gli irlandesi del Munster.
Per quanto riguarda invece i record di squadra, Scarlets e Biarritz vinsero i rispettivi gironi con sei vittorie su sei incontri, record raggiunto solo da altre tre squadre in quattro occasioni precedenti (Wasps 1997-98, Bath 2000-01, Leinster 2002-03 e 2004-05, quest'ultima performance dopo l'introduzione del meccanismo dei bonus).
Nell'ultima giornata della prima fase gli Scarlets realizzarono 27 punti, record nell'era-bonus; più tardi nello stesso giorno il Biarritz stabilì il nuovo primato con 29 (su 30 punti realizzabili al massimo), mancando proprio all'ultimo incontro, pur vinto, la possibilità di realizzare un punto di bonus in ciascuna delle sei gare del girone.

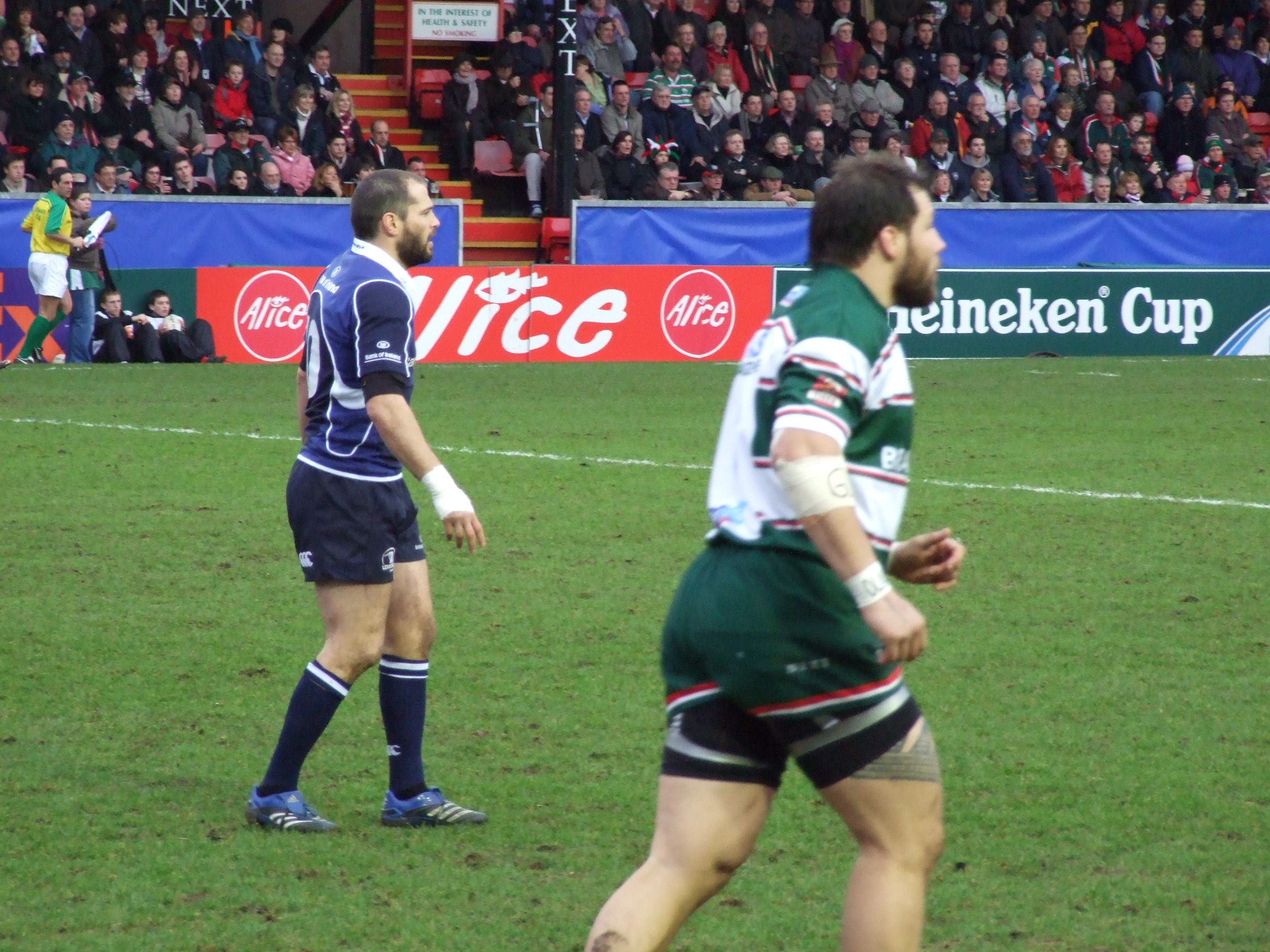
Da sx F. Contepomi e M. Castrogiovanni (qui in un incontro del 2008), rispettivamente di Leinster e Leicester, finaliste del 2008-09

La finale, tutta inglese (terza volta assoluta in cui a contendersi il titolo furono due club della stessa Federazione), fu disputata a Twickenham e registrò il nuovo ― a tutt'oggi insuperato ― record d'affluenza: 81 076 spettatori.
I londinesi Wasps prevalsero per 25-9 sui connazionali del Leicester e li raggiunsero a quota due Coppe vinte.
L'unica novità statistica che caratterizzò la 13ª edizione della competizione, quella del 2007-08, fu l'utilizzo per la prima volta di Twickenham per un incontro di eliminazione diretta di Heineken Cup diverso dalla finale, anche se esiste un precedente, nell'edizione 2004-05, in cui lo stadio ospitò l'incontro tra gli Harlequins e il Munster, ma nella fase a gironi.
La partita per il titolo fu disputata per la terza volta al Millennium Stadium di Cardiff e, per la terza volta in tale stadio, il Munster fu una delle due finaliste, l'altra essendo il Tolosa: la squadra irlandese vinse 16-13 e affiancò il suo nome a quello di Wasps e Leicester tra i club bicampioni d'Europa.
Il Tolosa, invece, con quella del 2007-08, fu la prima squadra a raggiungere le cinque finali.
La Federazione Italiana Rugby rinunciò allo spareggio italo-celtico per la 2008-09, non essendo stata in grado di designare in tempo la squadra che avrebbe dovuto disputarlo.
In finale giunsero, per la prima volta, gli irlandesi del Leinster e, per la quinta (record del Tolosa eguagliato), gli inglesi del Leicester; smentendo la fama che lo voleva sempre perdente nei momenti importanti (sconfitta casalinga in semifinale contro il Munster nel 2005-06, nette sconfitte nei quarti contro lo stesso Leicester nel 2004-05 e gli Wasps nel 2006-07), il Leinster vinse 19-16 al Murrayfield di Edimburgo, diventando così la nona squadra a iscrivere il proprio nome nell'albo d'oro della competizione.

### Lo scontro con la Champions League
- 1995-96 - Tolosa
- 1996-97 - Brive
- 1997-98 - Bath
- 1998-99 - Ulster
- 1999-00 - Northampton
- 2000-01 - Leicester
- 2001-02 - Leicester
- 2002-03 - Tolosa
- 2003-04 - Wasps
- 2004-05 - Tolosa
- 2005-06 - Munster
- 2006-07 - Wasps
- 2007-08 - Munster
- 2008-09 - Leinster
- 2009-10 - Tolosa
- 2010-11 - Leinster
- 2011-12 - Leinster
- 2012-13 - Tolone
- 2013-14 - Tolone
- 2014-15 - Tolone
- 2015-16 - Saracens
- 2016-17 - Saracens
- 2017-18 - Leinster
- 2018-19 - Saracens
- 2019-20 - Exeter
- 2020-21 - Tolosa
- 2021-22 - La Rochelle
- 2022-23 - La Rochelle
- 2023-24 - Tolosa
- 2024-25 - Bordeaux Bègles

La finale dell'edizione 2009-10, disputatasi allo Stade de France (Saint-Denis) il 22 maggio 2010, per la prima volta coincise con la finale della Champions League di calcio; ciò è dovuto al fatto che l'UEFA, l'organismo continentale di governo del calcio, decise, da tale stagione, di spostare la finale della sua competizione più importante dal mercoledì, giorno in cui si tennero le precedenti 54 edizioni di tale torneo, al sabato: la scelta di tale data fu poco gradita dall'European Rugby Cup per le complicazioni che a suo avviso avrebbero potuto sorgerne dal punto di vista televisivo e commerciale: benché infatti le due finali fossero state programmate in luoghi (quella di Champions League si è tenuta a Madrid) e orari (quella di calcio era prevista per le 20:45, quella di rugby nel tardo pomeriggio) diversi, per evitare l'accavallamento dei due eventi si ventilò l'ipotesi, poi messa in pratica, di dare il calcio d'avvio della finale di Heineken Cup non oltre le 18.
Le preoccupazioni economiche traevano origine dal fatto che la stessa Heineken, oltre a dare il nome alla competizione europea di rugby, è anche un influente sponsor della Champions League di calcio, anche se tale incrocio di eventi è destinato a costituire un unicum; la finale di Heineken Cup per la stagione 2010-11 si tenne infatti il 21 maggio 2011, mentre quella della contemporanea edizione di UEFA Champions League andò in scena il 28 successivo, e da allora è prevista una distanza temporale di una settimana tra i due eventi.
In tale occasione, per la quarta volta nella storia del torneo la finale vide di fronte due squadre connazionali; nella fattispecie per la terza volta si incontrarono due francesi, con il Tolosa presenza fissa; questa si impose per il suo quarto titolo europeo sul Biarritz con il punteggio di 21-19, rafforzando quindi la sua posizione di leadership della competizione.
All'incontro dello Stade de France assistettero 78 962 spettatori, seconda miglior affluenza di sempre e record per l'Europa continentale.

### Le doppiette di Leinster e Tolone
Tra il 2011 e il 2012 il Leinster eguagliò l'impresa riuscita al Leicester dieci anni prima di rivincere il titolo da campione uscente; nella finale 2010-11, disputatasi al Millennium Stadium di Cardiff, gli irlandesi sconfissero gli inglesi del Northampton per 33-22
 e, l'anno successivo a Twickenham, davanti a 81 774 spettatori (nuovo record per una finale), ripeterono la performance nell'ennesima finale tra connazionali, nell'occasione contro l'Ulster, battuta 42-14; fu la terza vittoria in tre finali per Leinster, nonché la terza in quattro edizioni.
La stagione 2012-13 vide l'ennesima finale (la sesta su diciotto edizioni, una su tre) tra due club appartenenti alla stessa federazione, e per la quarta volta ancora francesi.
A rappresentare la FFR due squadre alla loro prima finale assoluta, il Tolone, multinazionale capitanata dall'inglese Jonny Wilkinson, e il Clermont, in passato vincitore di due Challenge Cup.
All'Aviva Stadium di Dublino fu la precisione al tiro proprio di Wilkinson a fare la differenza tra le due squadre: l'inglese marcò 11 dei 16 punti con cui il Tolone vinse di misura l'incontro (16-15, due mete a uno per Clermont, che conduceva 15-5 a meno di mezz'ora dalla fine della partita).
Tolone bissò il successo nella stagione seguente, così divenendo la terza squadra a confermarsi campione dopo Leicester e Leinster.
Nella finale di Cardiff i francesi batterono il Saracens nell'ultimo incontro europeo di club di Jonny Wilkinson che realizzò 13 punti (due trasformazioni, un drop e due piazzati).

### La nascita della European Professional Club Rugby
Già nel 2007, in vista della scadenza dell'accordo quinquennale che legava le sei Federazioni fondatrici dell'European Rugby Cup alle competizioni da questa organizzata, i club francesi e inglesi minacciarono il boicottaggio delle Coppe europee; tale mossa fu però censurata dalle rispettive federazioni, le quali sostennero l'obbligatorietà della partecipazione delle proprie squadre alla rassegna continentale.
La manovra fu aspramente criticata dall'allora presidente dell'International Rugby Board, il nordirlandese Syd Millar, il quale accusò le società scissioniste di «atteggiamento egoista» e «distruttivo», che avrebbe portato sofferenza economica alle squadre delle altre federazioni (la manovra avrebbe significato che Italia e Scozia avrebbero vista dimezzata la loro presenza nella Coppa d'Europa mentre Galles e Irlanda avrebbero perso una squadra ciascuna), che non disponevano delle risorse finanziarie delle due maggiori union.
Un nuovo accordo quinquennale fu firmato nel 2009 e, nel 2013, ancora i club francesi e inglesi tornarono a chiedere a gran voce una diversa ripartizione dei diritti televisivi e delle quote di rappresentanza in seno all'organismo di coordinamento europeo: in particolare fu chiesto che le squadre fossero portate da 24 a 20 e che fossero tolti gli automatismi di qualificazione del Pro12, legandoli quindi alla posizione di classifica.
A infiammare maggiormente la situazione giunse la notizia che il comitato organizzatore della English Premiership aveva venduto separatamente i diritti di trasmissione delle gare europee dei propri club affiliati, cosa che l'ERC contestò in quanto propria competenza.
Fu chiesto inoltre che i ricavi venissero ripartiti in maniera diversa da quella all'epoca in vigore, ovvero 52 per cento ai club del Pro12 e 24 per cento ciascuno a quelli del Top 14 e della Premiership.
Un accordo non fu trovato e, nel 2014, i club inglesi e francesi non rinnovarono l'accordo e fondarono l'European Professional Club Rugby, organizzazione di fatto fotocopia dell'ERC ma con sede neutrale a Neuchâtel, in Svizzera; l'ERC diede incarico ai propri impiegati di collaborare con il nuovo organismo per l'organizzazione della massima competizione europea della stagione successiva, che prese il nome di European Rugby Champions Cup.
I proventi furono ripartiti in maniera diversa, così come la composizione del torneo fu sostanzialmente rivista.
Fatta salva la provenienza delle compagini dai tre maggiori tornei europei, la Premiership, il Top 14 e il Pro12, il riparto economico previde che i tre campionati si dividessero in parti uguali i proventi; inoltre le squadre furono portate effettivamente a 20 con conseguente taglio di una formazione ciascuna di Italia e Scozia e di due fra tre irlandesi e gallesi.

### L'European Rugby Champions Cup
A giugno 2013 venne annunciato che la finale della Heineken Cup 2015 sarebbe stata giocata nello stadio di San Siro a Milano (sarebbe stata la prima finale europea giocata in Italia), tuttavia le tensioni in seno all'ERC e la nascita dell'EPCR, portarono i nuovi organizzatori a trasferire la finale a Stadio di Twickenham di Londra con la motivazione di "garantire il miglior ritorno finanziario possibile ai club".
La rinnovata competizione prese il via nell'ottobre 2014, tuttavia, a meno di due settimane dal calcio d'inizio della finale, i biglietti venduti erano meno della metà degli 82.000 posti dello stadio, con solo 8.000 tifosi francesi in trasferta. Gli organizzatori resero disponibili biglietti "gratuiti" attraverso un link sul sito internet Ticketmaster, prima di ammettere che si trattava di un errore (l'offerta doveva essere collegata all'acquisto di un biglietto finale Premiership).
Alla finale assistettero appena 56.622 spettatori e la vittoria finale andò al Tolone che, in una riedizione della finale europea di due anni prima, batté nuovamente il Clermont; oltre a essere la prima vincitrice del nuovo trofeo, Tolone divenne così la prima squadra a vincere il titolo di campione d'Europa per tre volte consecutive.
L'edizione successiva, già posticipata di un mese a causa della coppa del mondo di rugby, subì un ulteriore stop dopo gli attentati di Parigi del 13 novembre 2015, quando tutte le partite della prima giornata che si svolgevano in Francia vennero posticipate. La finale vide la prima vittoria dei Saracens che al Parc Olympique si imposero per 21-9 su Racing 92.
I Saracens divennero il quarto club a vincere per due volte consecutive il titolo: il 13 maggio 2017 i Sarries giocarono la finale di Murrayfield contro Clermont vincendo per 28-17.
A distanza di sei anni il Leinster tornò alla vittoria nella finale è disputata nell'insolita cornica dello Stadio San Mamés di Bilbao, in Spagna. Dopo aver battuto i campioni in carica dei Saracens nei quarti e agevolmente superato gli Scarlets in semifinale, la partita contro il Racing 92 fu decisa dai calci piazzati di Jonathan Sexton e di Isa Nacewa: quarta vittoria per gli irlandesi che raggiunsero Tolosa in testa all'albo d'oro della competizione.

## I trofei

### La Coppa d'Europa
La prima Coppa, utilizzata solo per il torneo 1995-96, è una scultura commissionata e poi progettata a Parigi dallo scultore francese Michel DeMarthin, composta da quasi sette chili di argento massiccio e alta circa 70 cm di altezza, che rappresenta i pali e una palla ovale insieme alla H di Heineken poggiati su una stella a 5 punte; analoga stella è collocata anche su uno dei due pali.
A vincere tale coppa fu il Tolosa, prima campione europea.

### Il trofeo Heineken Cup
Il trofeo in palio, che prende il nome dallo sponsor Heineken, è una coppa in metallo di circa 50 cm d'altezza; la sua forma richiama quella di una clessidra la cui parte superiore, la coppa vera e propria, ha un'altezza di circa il doppio di quella inferiore, che ne rappresenta il basamento; la coppa ha anche due manici.
Dal 2005 è invalsa l'abitudine di presentare il trofeo in un lungo tour tra diverse città, in generale quelle del Paese che ha vinto la coppa o, anche, di quello dove si trova lo stadio destinato a ospitare la finale dell'edizione più prossima; per le leggi che vietano sia la vendita che l'associazione di marchi di bevande alcooliche ai minorenni, per poter eventualmente essere ritratti vicino a tale trofeo era necessario avere compiuto almeno 18 anni.

### Il trofeo European Rugby Champions Cup
Il nuovo trofeo è un calice con due manici la cui bocca è realizzata a forma di stella.
Esso riporta inciso il nuovo simbolo del torneo, ovvero una palla ovale con all'interno una stella e il nome della coppa; sulla base sono riportati gli stemmi delle squadre che hanno vinto il torneo.
Pesa 13,5 kg ed è alto 70 cm.

## Copertura radiotelevisiva
La competizione interessa sei Federazioni di quattro Paesi, la Francia, l'Irlanda, l'Italia e il Regno Unito: in quest'ultimo ricadono per intero le federazioni del Galles, dell'Inghilterra e della Scozia e, parzialmente, quella dell'Irlanda.
Questa, infatti, governa tutto il rugby dell'isola, quindi sia della Repubblica d'Irlanda, indipendente, che dell'Irlanda del Nord, amministrativamente sotto la sovranità del Regno Unito (e nel cui territorio si trova l'Ulster, franchigia con sede a Belfast).
In Gran Bretagna e Irlanda Sky Sports trasmette in esclusiva, via satellite, le partite della competizione.
L'offerta televisiva prevede fino a sei incontri in diretta nella fase a gironi per ogni fine settimana più un numero variabile di incontri in differita, oltre alla diretta integrale di tutti gli incontri a eliminazione compresa la finale.
Limitatamente al Galles, il canale S4C (filiazione del britannico di lingua inglese Channel Four) trasmette in cymraeg ampie sintesi degli incontri durante i fine settimana, e talora copre la diretta di incontri delle squadre gallesi.
In Francia la copertura della Heineken Cup è in partnership tra il principale operatore pubblico, France Télévisions, e il gruppo satellitare privato Canal+.
Il primo assicura la trasmissione terrestre in chiaro sulle frequenze di France 2 di due incontri in diretta per fine settimana, il sabato e la domenica; il secondo trasmette fino a tre incontri in diretta al giorno per ogni fine settimana di gara.
In Italia gli incontri sono trasmessi da Sky.
Per quanto riguarda le dirette radiofoniche, la copertura audio è assicurata nel Regno Unito dalla BBC e, nella Repubblica d'Irlanda, dalla RTÉ, l'ente pubblico radiotelevisivo di quel Paese.
Nel resto d'Europa e nel mondo la copertura televisiva è affidata ad altre emittenti, tra le più rilevanti delle quali si citano DAZN, ESPN (America Latina), Fox Sport (Stati Uniti), Supersport (Africa), Eurosport Asia, TV5MONDE (Asia e Oceania francofona).

## Formula della competizione

### Criteri di qualificazione
A partire dalla stagione 2014-15 il formato della competizione prevede venti squadre così suddivise:
- Inghilterra: le prime 6 classificate della English Premiership
- Francia: le prime 6 classificate del Top 14
- Irlanda: le proprie tre migliori classificate del Pro14;
- Galles: le proprie due migliori classificate del Pro14;
- Italia: la propria miglior classificata del Pro14;
- Scozia: la propria miglior classificata del Pro14;
- Una ventesima squadra da stabilirsi nel modo seguente:
  - per il 2014-15, la vincitrice di uno spareggio tra le settime classificata della English Premiership e del Top 14;
  - per il 2015-16, la vincitrice di uno spareggio a tre tra le due citate squadre e la prima tra le non qualificate dal Pro14, qualsiasi sia la federazione di provenienza[51]; l'ordine degli incontri di qualificazione, in gara unica, prevede che il primo di essi sia tra la settima classificata della Premiership contro la prima delle non qualificate di Pro14 (con il sorteggio che decide la squadra di casa)[51]; a seguire, la vincente di detto incontro che riceve in casa la settima classificata del Top 14 e infine quest'ultima contro la perdente del primo incontro[51];
  - per il 2016-17 la vincitrice della Challenge Cup 2015-16[51];
  - dal 2017 in avanti la vincitrice di uno spareggio a quattro tra le settime classificate di English Premiership e Top 14 più le due migliori non qualificate dal Pro14[51]; qualora la vincitrice della Challenge Cup precedente non sia già qualificata tramite il proprio campionato, essa va agli spareggi al posto della squadra dal cui campionato essa proviene: la settima della Premiership o del Top 14 oppure la seconda miglior non classificata del Pro14[51].

### Ranking e assegnazione di fasce di merito
A partire dall'edizione 2008-09 è in vigore il seguente meccanismo di formazione dei gironi: le squadre sono suddivise in fasce di merito in ragione dei risultati ottenuti nelle quattro precedenti stagioni nelle competizioni europee, e ogni girone è composto da una squadra per ogni fascia.
Rimane tuttavia in vigore, salvo casi inevitabili, il requisito di non più di un club per federazione in ogni girone.

### Svolgimento della competizione
Le 20 squadre sono divise, per la disputa della prima fase, in cinque gironi da quattro squadre ciascuna.
Otto squadre si qualificano per i quarti di finale, da disputarsi in gara unica.
Le squadre qualificate sono le vincitrici di ogni girone, più le tre migliori seconde classificate.
Alle otto qualificate viene assegnato un piazzamento (seeding) così determinato:
- dal nº 1 al nº 5: le cinque vincitrici di girone in ordine decrescente di punteggio;
- dal nº 6 al nº 8: le tre seconde migliori, in ordine decrescente di punteggio.

La squadra con il piazzamento nº 1 incontra nei quarti di finale quella con il nº 8, quella con il nº 2 la nº 7 e così via.
La squadra con il piazzamento più alto ha il diritto di disputare l'incontro dei quarti di finale in casa.
Le sedi della semifinale e della finale sono scelte dall'European Professional Club Rugby.
Ai fini della determinazione del punteggio finale in ogni girone, il sistema di assegnazione punti è il seguente:
- 4 punti per la vittoria;
- 2 punti per il pareggio;
- 1 punto di bonus per la squadra che realizzi 4 o più mete in un singolo incontro;
- 1 punto di bonus per la squadra sconfitta con un massimo di sette punti di scarto.

Qualora in caso di parità di punti fosse necessario stabilire la precedenza tra due squadre, si terrà conto nell'ordine dei fattori come segue, con l'avvertenza che i punti dall'1 al 3 valgono solo per le squadre dello stesso girone. I punti dal 4 in poi servono anche per stabilire l'ordine di precedenza tra squadre di diversi gironi, per determinare sia il loro piazzamento sia quali saranno le migliori seconde classificate qualora non vi si riesca tramite il punteggio finale.
1. Punteggio nella classifica avulsa dei due incontri tra le due squadre;
2. Confronto tra le mete segnate nei due incontri tra le due squadre;
3. Confronto tra i punti segnati nei due incontri tra le due squadre;
4. Confronto tra le mete segnate in tutti gli incontri del girone;
5. Confronto tra i punti segnati in tutti gli incontri del girone;
6. Confronto tra il rendimento disciplinare in tutti gli incontri del girone: la squadra con meno espulsi e, a parità di essi, meno ammoniti, ha la precedenza;
7. Sorteggio.

## Statistiche alla stagione 2024-25
Il club che vanta al 2025 il maggior numero di vittorie finali è il Tolosa con 6 titoli di campione d'Europa, segue il Leinster con 4 trionfi.
Alla stagione 2024-25 le squadre sempre presenti in tutte le edizioni della Coppa sono quattro: il citato Tolosa più le irlandesi Leinster, Munster e Ulster.
Fino alla stessa stagione le Federazioni sempre presenti sono state quelle di Francia, Galles e Irlanda. L'Inghilterra non prese parte a due edizioni (quella inaugurale e nel 1997-98), mentre la Scozia disertò solo l'edizione inaugurale, quella che vide l'unica presenza della Romania. Con la modifica dei criteri di partecipazione per le squadre del Pro14, l'Italia non ha potuto schierare nessuna squadra nell'edizione 2018-19.
Più in generale, i turni a eliminazione diretta sono stati principalmente appannaggio dei club francesi, gallesi, inglesi e irlandesi. Solo in cinque occasioni (2003-04, 2011-12, 2016-17, 2018-19, 2024-25) una squadra scozzese passò la prima fase e raggiunse i quarti di finale. Per la prima volta nella storia nell'edizione 2024-25, una squadra italiana, il Benetton, superò la fase a gironi e raggiunse gli ottavi di finale.
Per quanto riguarda invece le statistiche individuali, il record di punti marcati appartiene all'irlandese Ronan O'Gara che, dal 1997 al 2013, sempre nelle file del Munster, mise a segno 8 mete, 187 trasformazioni, 301 calci piazzati e 16 drop per un totale di 1 365 punti in 110 incontri . Il record di presenze nella competizione appartiene a Cian Healy con 117 partite giocate. Il primato di mete marcate è invece dell'inglese Chris Ashton che, a partire dal 2009, ne ha realizzate 41 giocando per cinque diverse squadre.

### Statistiche di squadra

#### Finali
| Stagione  | Data            | Incontro                      | Risultato    | Sede                                | Spettatori |
| --------- | --------------- | ----------------------------- | ------------ | ----------------------------------- | ---------- |
| 1995-96   | 7 gennaio 1996  | Tolosa ‒ Cardiff RFC          | 21-18 d.t.s. | Arms Park, Cardiff                  | 21800      |
| 1996-97   | 25 gennaio 1997 | Brive ‒ Leicester             | 28-9         | Arms Park, Cardiff                  | 41664      |
| 1997-98   | 31 gennaio 1998 | Bath ‒ Brive                  | 19-18        | Parc Lescure, Bordeaux              | 36500      |
| 1998-99   | 30 gennaio 1999 | Ulster ‒ Colomiers            | 21-6         | Lansdowne Road, Dublino             | 49500      |
| 1999-2000 | 27 maggio 2000  | Northampton ‒ Munster         | 9-8          | Twickenham, Londra                  | 68441      |
| 2000-01   | 19 maggio 2001  | Leicester ‒ Stade français    | 34-30        | Parco dei Principi, Parigi          | 44000      |
| 2001-02   | 25 maggio 2002  | Leicester ‒ Munster           | 15-9         | Millennium Stadium, Cardiff         | 74600      |
| 2002-03   | 24 maggio 2003  | Tolosa ‒ Perpignano           | 22-17        | Lansdowne Road, Dublino             | 28600      |
| 2003-04   | 23 maggio 2004  | London Wasps ‒ Tolosa         | 27-20        | Twickenham, Londra                  | 73057      |
| 2004-05   | 22 maggio 2005  | Tolosa ‒ Stade français       | 18-12 d.t.s. | Murrayfield, Edimburgo              | 51326      |
| 2005-06   | 21 maggio 2006  | Munster ‒ Biarritz            | 23-19        | Millennium Stadium, Cardiff         | 74534      |
| 2006-07   | 20 maggio 2007  | London Wasps ‒ Leicester      | 25-9         | Twickenham, Londra                  | 81076      |
| 2007-08   | 25 maggio 2008  | Munster ‒ Tolosa              | 16-13        | Millennium Stadium, Cardiff         | 74500      |
| 2008-09   | 24 maggio 2009  | Leinster ‒ Leicester          | 19-16        | Murrayfield, Edimburgo              | 66523      |
| 2009-10   | 23 maggio 2010  | Tolosa ‒ Biarritz             | 21-19        | Stade de France, Saint-Denis        | 78962      |
| 2010-11   | 21 maggio 2011  | Leinster ‒ Northampton        | 33-22        | Millennium Stadium, Cardiff         | 72456      |
| 2011-12   | 19 maggio 2012  | Leinster ‒ Ulster             | 42-14        | Twickenham, Londra                  | 81774      |
| 2012-13   | 18 maggio 2013  | Tolone ‒ Clermont             | 16-15        | Aviva Stadium, Dublino              | 50148      |
| 2013-14   | 24 maggio 2014  | Tolone ‒ Saracens             | 23-6         | Millennium Stadium, Cardiff         | 67578      |
| 2014-15   | 2 maggio 2015   | Tolone ‒ Clermont             | 24-18        | Twickenham, Londra                  | 56662      |
| 2015-16   | 14 maggio 2016  | Saracens ‒ Racing 92          | 21-9         | Parco olimpico, Lione               | 58017      |
| 2016-17   | 13 maggio 2017  | Saracens ‒ Clermont           | 28-17        | Murrayfield, Edimburgo              | 55722      |
| 2017-18   | 12 maggio 2018  | Leinster ‒ Racing 92          | 15-12        | Stadio di San Mamés, Bilbao         | 52282      |
| 2018-19   | 11 maggio 2019  | Saracens ‒ Leinster           | 20-10        | St James' Park, Newcastle upon Tyne | 51930      |
| 2019-20   | 17 ottobre 2020 | Exeter ‒ Racing 92            | 31-27        | Ashton Gate Stadium, Bristol        | 0          |
| 2020-21   | 22 maggio 2021  | Tolosa ‒ La Rochelle          | 22-17        | Twickenham, Londra                  | 10000      |
| 2021-22   | 28 maggio 2022  | La Rochelle - Leinster        | 24-21        | Stadio Vélodrome, Marsiglia         | 59682      |
| 2022-23   | 20 maggio 2023  | La Rochelle - Leinster        | 27-26        | Aviva Stadium, Dublino              | 51711      |
| 2023-24   | 25 maggio 2024  | Tolosa - Leinster             | 31-22 d.t.s  | Tottenham Hotspur Stadium, Londra   | 61531      |
| 2024-25   | 24 maggio 2025  | Bordeaux Bègles - Northampton | 28-20        | Millennium Stadium, Cardiff         | 70225      |

#### Riepilogo vittorie per club
| Club            | Vittorie | Finali perse | Vincitrice                                           | Finalista                          |
| --------------- | -------- | ------------ | ---------------------------------------------------- | ---------------------------------- |
| Tolosa          | 6        | 2            | 1995-96, 2002-03, 2004-05, 2009-10, 2020-21, 2023-24 | 2003-04, 2007-08                   |
| Leinster        | 4        | 4            | 2008-09, 2010-11, 2011-12, 2017-18                   | 2018-19, 2021-22, 2022-23, 2023-24 |
| Saracens        | 3        | 1            | 2015-16, 2016-17, 2018-19                            | 2013-14                            |
| Tolone          | 3        | —            | 2012-13, 2013-14, 2014-15                            | —                                  |
| Leicester       | 2        | 3            | 2000-01, 2001-02                                     | 1996-97, 2006-07, 2008-09          |
| Munster         | 2        | 2            | 2005-06, 2007-08                                     | 1999-2000, 2001-02                 |
| La Rochelle     | 2        | 1            | 2021-22, 2022-23                                     | 2020-21                            |
| Wasps           | 2        | —            | 2003-04, 2006-07                                     | —                                  |
| Brive           | 1        | 1            | 1996-97                                              | 1997-98                            |
| Northampton     | 1        | 2            | 1999-2000                                            | 2010-11, 2024-25                   |
| Ulster          | 1        | 1            | 1998-99                                              | 2011-12                            |
| Bath            | 1        | —            | 1997-98                                              | —                                  |
| Exeter          | 1        | —            | 2019-20                                              | —                                  |
| Bordeaux Bègles | 1        | —            | 2024-25                                              | —                                  |
| Clermont        | —        | 3            | —                                                    | 2012-13, 2014-15, 2016-17          |
| Racing 92       | —        | 3            | —                                                    | 2015-16, 2017-18, 2019-20          |
| Stade français  | —        | 2            | —                                                    | 2000-01, 2004-05                   |
| Biarritz        | —        | 2            | —                                                    | 2005-06, 2009-10                   |
| Cardiff RFC     | —        | 1            | —                                                    | 1995-96                            |
| Colomiers       | —        | 1            | —                                                    | 1998-99                            |
| Perpignano      | —        | 1            | —                                                    | 2002-03                            |

#### Albo d'oro per federazione
| Federazione | Vittorie | Finali | Vincitori                                                    | Finalisti |
| ----------- | -------- | ------ | ------------------------------------------------------------ | --- |
| Francia     | 13       | 16     | Tolosa (6) Tolone (3) La Rochelle (2) Bordeaux Bègles Brive  | Clermont (3) Racing Métro 92 (3) Tolosa (2) Stade français (2) Biarritz (2) Brive Colomiers Perpignano La Rochelle |
| Inghilterra | 10       | 6      | Saracens (3) Leicester (2) Wasps (2) Bath Northampton Exeter | Leicester (3) Northampton (2) Saracens                                                                             |
| Irlanda     | 7        | 7      | Leinster (4) Munster (2) Ulster                              | Munster (2) Leinster (4) Ulster                                                                                    |
| Galles      | -        | 1      | -                                                            | Cardiff RFC |

### Statistiche individuali
In grassetto i giocatori ancora in attività alla stagione in esame.

#### Realizzatori del maggior numero di punti
| Punti | Giocatore        | Squadre                         |
| ----- | ---------------- | ------------------------------- |
| 1 365 | Ronan O'Gara     | Munster                         |
| 874   | Owen Farrell     | Saracens                        |
| 869   | Stephen Jones    | Scarlets, Clermont              |
| 784   | Jonathan Sexton  | Leinster, Racing 92             |
| 661   | Dimitri Yachvili | Biarritz                        |
| 645   | Diego Domínguez  | Milan, Stade français           |
| 634   | Dan Biggar       | Ospreys, Northampton            |
| 569   | Morgan Parra     | Bourgoin-Jallieu, Clermont      |
| 564   | David Humphreys  | Ulster                          |
| 523   | Leigh Halfpenny  | Cardiff Rugby, Tolone, Scarlets |

#### Realizzatori del maggior numero di mete

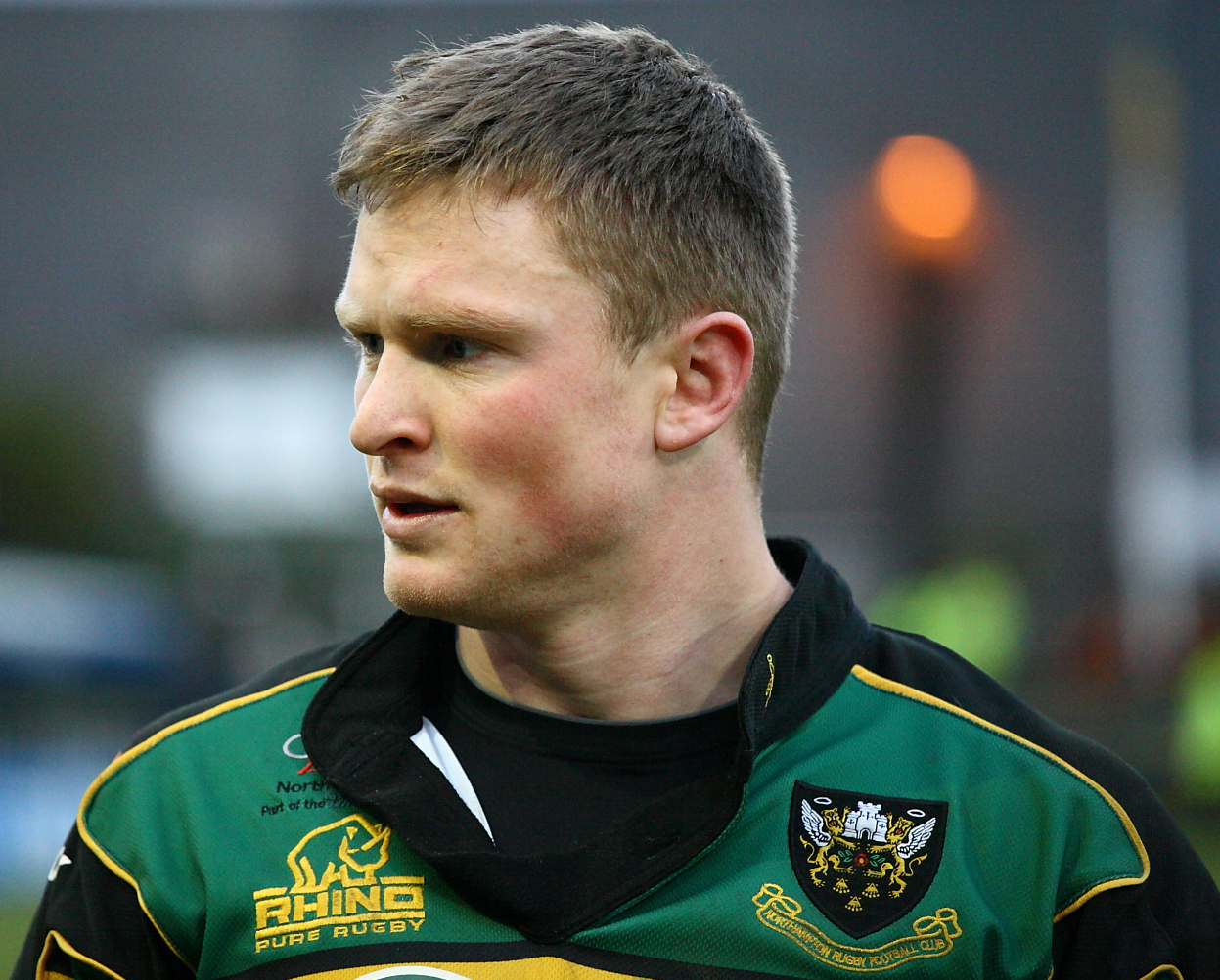
Chris Ashton, 41 mete al 2022

| Mete | Giocatore        | Squadre                                                     |
| ---- | ---------------- | ----------------------------------------------------------- |
| 41   | Chris Ashton     | Northampton, Saracens, Tolone, Sale Sharks, Leicester       |
| 36   | Vincent Clerc    | Tolosa                                                      |
| 35   | Simon Zebo       | Munster, Racing 92                                          |
| 33   | Juan Imhoff      | Racing 92                                                   |
| 33   | Brian O'Driscoll | Leinster                                                    |
| 31   | James Lowe       | Leinster                                                    |
| 29   | Tommy Bowe       | Ulster, Ospreys                                             |
| 29   | Dafydd James     | Bridgend, Harlequins, Scarlets, Pontypridd, Celtic Warriors |
| 27   | Antoine Dupont   | Castres, Tolosa                                             |
| 27   | Shane Horgan     | Leinster                                                    |
| 27   | Damian Penaud    | Bordeaux Bègles, Clermont                                   |
| 27   | Andrew Trimble   | Ulster                                                      |

#### Giocatori con il maggior numero di presenze

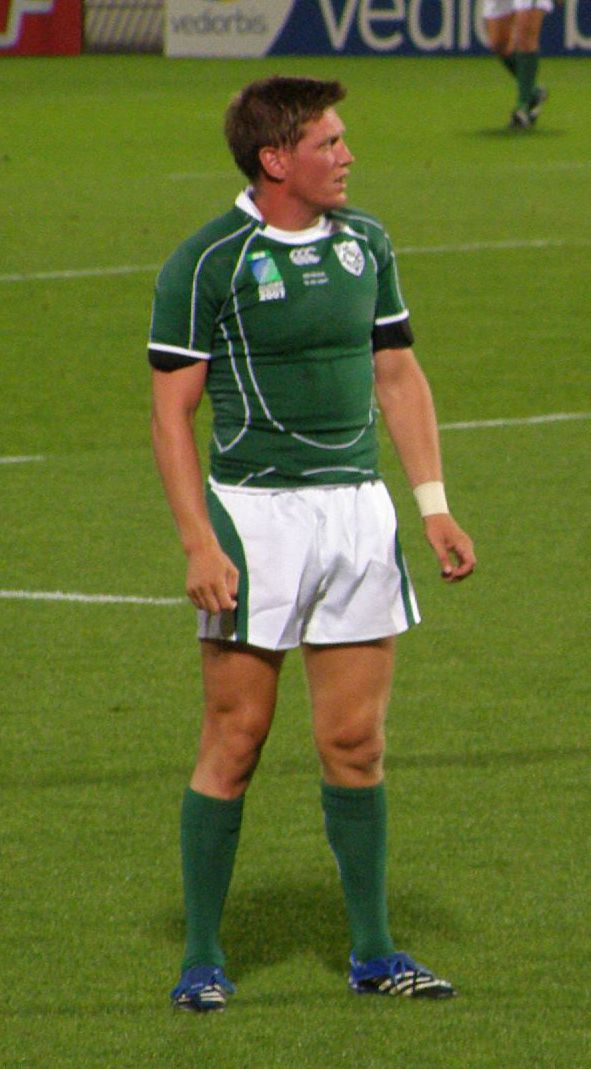
Ronan O'Gara, 110 presenze

| Presenze | Giocatore            | Squadre                                                |
| -------- | -------------------- | ------------------------------------------------------ |
| 117      | Cian Healy           | Leinster                                               |
| 110      | Ronan O'Gara         | Munster                                                |
| 104      | Gordon D'Arcy        | Leinster                                               |
| 101      | John Hayes           | Munster                                                |
| 101      | Peter Stringer       | Munster, Saracens, Bath, Sale Sharks                   |
| 99       | Richard Wigglesworth | Sale Sharks, Saracens, Leicester                       |
| 97       | Donncha O'Callaghan  | Leinster                                               |
| 96       | Clément Poitrenaud   | Tolosa                                                 |
| 92       | Leo Cullen           | Leinster, Leicester                                    |
| 90       | Benjamin Kayser      | Stade français, Leicester, Castres, Clermont           |
| 87       | Nathan Hines         | Edimburgo, Perpignano, Leinster, Clermont, Sale Sharks |
| 87       | Shane Horgan         | Leinster                                               |
| 87       | Brian O'Driscoll     | Leinster                                               |

### European Player of the Year
Il premio European Player of the Year è stato introdotto da ERC nel 2010. Ronan O'Gara ha ricevuto il premio inaugurale, essendo stato riconosciuto come il miglior giocatore nei primi 15 anni di tornei ERC. Dopo la creazione della European Rugby Champions Cup, i nuovi organizzatori, l'EPCR, hanno continuato ad assegnare un riconoscimento come Giocatore dell'Anno, il primo è andato a Nick Abendanon di Clermont Auvergne.
| Anno | Giocatore          | Squadra         |
| ---- | ------------------ | --------------- |
| 2010 | Ronan O'Gara       | Munster         |
| 2011 | Seán O'Brien       | Leinster        |
| 2012 | Rob Kearney        | Leinster        |
| 2013 | Jonny Wilkinson    | Tolone          |
| 2014 | Steffon Armitage   | Tolone          |
| 2015 | Nick Abendanon     | Clermont        |
| 2016 | Maro Itoje         | Saracens        |
| 2017 | Owen Farrell       | Saracens        |
| 2018 | Leone Nakarawa     | Racing 92       |
| 2019 | Alex Goode         | Saracens        |
| 2020 | Sam Simmonds       | Exeter          |
| 2021 | Antoine Dupont     | Tolosa          |
| 2022 | Josh van der Flier | Leinster        |
| 2023 | Grégory Alldritt   | La Rochelle     |
| 2024 | Antoine Dupont     | Tolosa          |
| 2025 | Damian Penaud      | Bordeaux Bègles |